# Richard Roundtree
Richard Roundtree (ur. 9 lipca 1942 w New Rochelle, zm. 24 października 2023 w Los Angeles) – amerykański aktor filmowy i telewizyjny.
Popularność zdobył dzięki odegraniu głównej roli detektywa Johna Shafta w trzech filmach i serialu z początku lat 70. XX w. Rolę powtórzył po latach w filmie Johna Singletona Shaft (2000).

## Życiorys

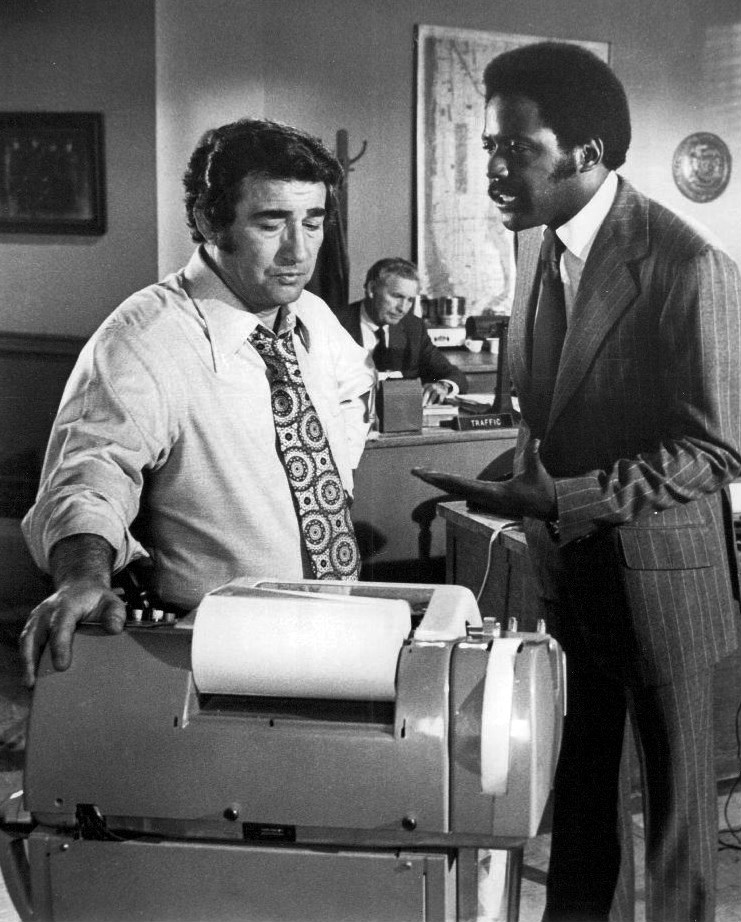
Roundtree jako John Shaft (1973)

### Wczesne lata
Urodził się w New Rochelle, w stanie Nowy Jork jako syn Kathryn, pokojówki i pielęgniarki, i Johna, kierowcy zakładu żywienia i śmieciarza. W 1961 ukończył New Rochelle High School, gdzie grał dla niepokonanej w szkole i narodowej rangi drużynie piłkarskiej. Po dwóch latach porzucił studia na Southern Illinois University Carbondale, gdzie miał stypendium piłkarskie. Pracował na kilku stanowiskach, w tym jako sprzedawca i nocny stróż, aż podjął pracę jako model dla magazynu „Ebony Fashion Fair”.

### Kariera
Zafascynowany aktorstwem, w 1967 roku dołączył do Negro Ensemble Company w Nowym Jorku. Uznanie przyniosła mu główna rola boksera wagi ciężkiej Jacka Jeffersona w przedstawieniu Howarda Sacklera Wielka nadzieja białych (The Great White Hope) wystawionym przez Philadelphia Theatre Tour.
Na początku lat 70. XX wieku stał się gwiazdą dzięki popularnej kreacji tytułowego bohatera czarnego prywatnego detektywa Johna Shafta w trzech filmach tzw. „Blaxploitation” oraz serialu (1973-1974). W 1972 za występ w Shaft (1971) był nominowany do Złotego Globu w kategorii „Nowa Gwiazda Roku - Aktor” i NAACP Image Awards w kategorii „Znakomity aktor w filmie”.  W 1994 otrzymał MTV Movie Award.
Grał główne role w filmach kryminalnych i przygodowych, z których wyróżnia się w roli tytułowej jako sprytny przeciwnik aroganckiego Robinsona Crusoe (Peter O’Toole) w satyrycznej ekranizacji słynnej powieści Daniela Defoe Piętaszek (Man Friday, 1975). Zwrócił na siebie uwagę także jako Gideon Marunga w dreszczowcu Jamesa Fargo Tylko dla sępów (Game for Vultures, 1979) z Richardem Harrisem, Denholmem Elliottem i Joan Collins oraz jako Diehl Swift, P.I. w komedii sensacyjnej Richarda Benjamina Gorący towar (City Heat, 1984) u boku Clinta Eastwooda i Burta Reynoldsa. Pojawiał się też na szklanym ekranie, w tym w serialu ABC Korzenie (Roots, 1977) jako Sam Bennett.
Od początku. 80. występował w drugorzędnych rolach głównie w niskobudżetowych filmach akcji. Ale stopniowo włączane do ról drugorzędnych. W 1991 zdobył nominację do Soap Opera Digest Award w kategorii „Znakomity aktor drugoplanowy: dzień” za postać doktora Daniela Reubensa w operze mydlanej NBC Pokolenia (Generations, 1989-91). Na uwagę zasługuje rola prokuratora Talbota w kontrowersyjnym dreszczowcu Davida Finchera Siedem (Seven, 1995) oraz postać doświadczonego przewodnika dżungli Kwame'a w szalonej komedii familijnej George prosto z drzewa (George of the Jungle, 1997) z Brendanem Fraserem. W remake'u Shaft (2000) w reż. Johna Guillermina pojawił się jako John Shaft, wuj Johna Shafta II (Samuel L. Jackson).

## Życie prywatne
27 listopada 1963 ożenił się z Mary Jane Grant, z którą ma dwójkę dzieci. 13 grudnia 1973 się rozwiedli. W latach 1974–1975 związany był z Cathy Lee Crosby. We wrześniu 1980 poślubił Karen M. Ciernię, z którą też się rozwiódł. Mają dwie córki i syna.
W 1993 zdiagnozowano u Roundtree rzadkiego raka piersi i poddano skutecznemu leczeniu - wykonano podwójną mastektomię i chemioterapię.

## Filmografia

### filmy fabularne
- 1971: Shaft jako John Shaft
- 1972: Ambasada (Embassy) jako Richard 'Dick' Shannon
- 1972: Wielka wygrana Shafta jako John Shaft
- 1973: Shaft w Afryce jako John Shaft
- 1974: Trzęsienie ziemi (Earthquake) jako Miles
- 1979: Ucieczka na Atenę (Escape to Athena) jako Nat Judson
- 1981: Oko za oko (An Eye for an Eye) jako kpt. Stevens (szef Kane’a)
- 1988: Maniakalny glina (Maniac Cop) jako komisarz Pike
- 1992: Krwawa pięść III: Zmuszony do walki (Bloodfist III: Forced to Kill) jako Samuel Stark
- 1995: Siedem (Seven) jako prokurator Talbot
- 1997: George prosto z drzewa (George of the Jungle) jako Kwame
- 2000: Shaft jako wuj John Shaft
- 2001: konspiracja.com (Antitrust) jako Lyle Barton
- 2002: Statek miłości (Boat Trip) jako ojciec Felicii
- 2002: Joe i Max (Joe i Max, TV) jako Jack Blackburn
- 2004: Max Havoc: Klątwa smoka jako Tahsi
- 2005: Kto ją zabił? (Brick) jako asystent
- 2005: Bezcenna Jane (Painkiller Jane) jako pułkownik Ian Watts
- 2008: Speed Racer jako Ben Burns

### seriale TV
- 1973-1974: Shaft jako John Shaft
- 1977: Korzenie (Roots) jako Sam Bennett
- 1989: Inny świat (A Different World) jako Clinton Reese
- 1989-91: Pokolenia (Generations) jako dr Daniel Reubens
- 1990: Bajer z Bel-Air jako dr  Mumford
- 1990: MacGyver jako R.T. Hines
- 1991: Młodzi jeźdźcy jako Calvin
- 1991: Beverly Hills, 90210 jako Robinson Ashe Jr.
- 1992: Prawnicy z Miasta Aniołów (L.A. Law) jako sędzia Ira Menday
- 1996: Bajer z Bel-Air jako wielebny Gordon Sims
- 1996: Dotyk anioła jako Murray
- 1997: Portret zabójcy jako detektyw James Henegar
- 1998: Doktor Quinn jako 'Barracuda' Jim Barnes
- 2002−2003: As the World Turns jako Oliver Travers
- 2003–2004: Agentka o stu twarzach jako Brill
- 2005: Gotowe na wszystko (Desperate Housewives) jako detektyw Shaw
- 2005: Podkomisarz Brenda Johnson jako pułkownik D.B. Walter
- 2005–2007: Domowy front (The War at Home) jako
- 2006: Krok od domu jako Cyrus Carter
- 2006: Chirurdzy jako Donald Burke
- 2006–2007: Herosi (Heroes) jako Charles Deveaux
- 2007–2009: Lincoln Heights jako Coleman Bradshaw
- 2009: Nieustraszony jako Lawrence Rivai
- 2011: Mentalista jako Floyd Benton
- 2015: The Player jako mentor Alexa Kane’a
- 2015: Chicago Fire jako Wallace Boden, Sr.